# Abigail (fille de Jessé)
Pour les articles homonymes, voir Abigaïl.
Abigaïl est une fille de Jessé et une sœur de David.

## Famille d'Abigaïl
Abigaïl, fille de Jessé, a cinq frères : Éliab, Abinadab, Shiméa, Nethanel, Raddaï, Otsem et David, a une sœur : Tserouïa (en).
Abigaïl épouse Yéther ou Yithra et met au monde un fils appelé Amasa,.

## Abigaïl et Nahash
Abigaïl est la fille de Nahash.
Dans le traité Baba Batra, « fille de Nahash » signifie « fille de celui qui meurt à l'investigation du serpent ».